# Sabotage (альбом Black Sabbath)
Sabotage — шестой студийный альбом британской хеви-метал-группы Black Sabbath, выпущенный 28 июля 1975 года NEMS Records (Warner Bros. Records — в США и Канаде). Альбом поднялся до № 7 в UK Albums Chart и до № 28 в Billboard Top LPs & Tape, но в США стал первым альбомом группы, не получившим «платинового» статуса.

## История создания
К 1974 году Black Sabbath добились настоящей международной популярности. Альбомы Master of Reality, Vol. 4 и Sabbath Bloody Sabbath попали в британский Топ-10 и американский Топ-20. Но после четырёх лет непрерывного цикла запись-турне силы группы были на исходе. Бас-гитарист Гизер Батлер рассказывает, что происходило:
Мы хотели сделать перерыв после того, как Тони свалился от истощения во время тура Sabbath Bloody Sabbath. Мы находились в Англии, только что вернувшись с гастролей, когда нам позвонили из нашего менеджмента и сказали, что мы должны поехать и отыграть на California Jam. Мы ответили „нет“, но, в конце концов, нам пришлось это сделать.
Более того, Black Sabbath всё с большим подозрением относились к их менеджеру Патрику Миэну. Оззи Осборн жаловался:
«Патрик Миэн никогда не давал прямого ответа, когда его спрашивали, сколько денег мы заработали». Батлер высказался недвусмысленно
Мы чувствовали, что нас грабят.
Вскоре после возвращения с Лос-Анджелесского фестиваля California Jam, на котором группа выступила перед 300 тыс. зрителей, она известила Патрика Миэна о своём решении разорвать контракт с лейблом Worldwide Artists. Миен был не робкого десятка и не собирался так просто расставаться с прибыльным именем Black Sabbath. Судебные тяжбы отнимали слишком много времени и сил, поэтому группе понадобился почти год, чтобы завершить запись своего нового альбома Sabotage. Гизер Батлер резюмировал настроение группы в тот период четырьмя словами: «Обеспокоенные, уставшие, пьяные, обдолбанные».
Black Sabbath приступили к работе над альбомом только в феврале 1975 года в Morgan Studios (Виллисден, Лондон, на той же самой студии, где они записывали предыдущий — Sabbath Bloody Sabbath. С самого начала было решено, что он будет значительно отличаться от него. Впоследствии Оззи Осборн сетовал на то, что именно этот альбом ознаменовал начало «студийной мании Айомми». Sabotage записывался долго и стал самым дорогостоящим альбомом группы. В общей сложности группа провела в Morgan Studios четыре месяца, поделённые на трехнедельные сессии. Звукорежиссёром Sabbath Bloody Sabbath был Майк Батчер, и ему было доверено продюсирование Sabotage.
«Мы могли бы продолжать совершенствоваться технически, использовать оркестры и всё такое прочее, но нам этого не хотелось. Мы пригляделись к себе и решили сделать рок-альбом. Sabbath Bloody Sabbath рок-альбомом, в сущности, не являлся», — утверждал гитарист Тони Айомми. Между тем, критики отмечали сходство двух альбомов: оба сочетали в себе тяжёлые вещи, основанные на мощных риффах (здесь — «Hole in the Sky», «Symptom of the Universe») и экспериментальные, усложненные композиции («Supertzar», «Am I Going Insane (Radio)»). Название последнего трека явилось причиной недоразумения: многие сочли его версией, специально отредактированной для радио. Однако других вариантов этой песни не существует. Считается, что слово «радио» здесь следует трактовать как часть выражения «radio-rental», которое на кокни-сленге есть синоним понятия «mental». Песня (речь в которой действительно идёт об умопомешательстве) завершается безумным хохотом, и таким образом переходит в «The Writ».

## Обложка альбома и название альбома
Визуальным символом «раскола личности» служит и сюжет обложки альбома, на которой участники группы сфотографированы перед большим бронзовым зеркалом с отражениями, являющимися в сущности их двойниками (они глядят в ту же сторону). Участники группы предстали на фотографии для обложки в различных одеяниях, самыми нелепыми из которых были одежды Билла Уорда и Оззи Осборна.
Билл Уорд одет в чёрную кожаную куртку и красные колготки. «У меня были очень грязные старые джинсы, — объясняет он, — поэтому я одолжил колготки у своей жены. А чтобы прикрыть яйца под колготками, я также одолжил трусы у Оззи, так как своих у меня не было». Оззи в традиционном японском костюме выглядел так, что его дразнили «гомик в кимоно».
Альбом создавался в то время, когда группа находились в состоянии войны со своим менеджером Патриком Миэном, что и послужило одним из толчков к названию альбома «Саботаж». «Один день мы проводили в студии, а следующий — в суде или на встрече с юристами», — рассказывает гитарист. Гнев и тревога Тони Айомми подпитывали Sabotage. «Мое звучание было немного жёстче, чем на Sabbath Bloody Sabbath, — объяснял Айомми. — Гитарный саунд был тяжелее. Сказывалось всё то раздражение, которое мы чувствовали от общения с менеджментом и адвокатами». Однако тот же Тони Айомми, которого продюсер Майк Батчер охарактеризовал как «неофициального лидера» Black Sabbath, утверждал, что Sabotage был отчасти реакцией на сложный стиль Sabbath Bloody Sabbath, на котором группа соединила свой фирменный хеви-метал с элементами прогрессивного рока при поддержке клавишника Yes Рика Уэйкмана и даже оркестра. «Мы могли бы становиться всё более техничными, — говорил Айомми,— использовать оркестры и всё остальное, но нам хотелось сделать рок-альбом».

## Отзывы критиков и достижения
Sabotage был тепло встречен критикой; журнал Rolling Stone счёл его лучшим на тот момент в истории группы. Наибольший успех у фэнов имели «Hole in the Sky», «Symptom of the Universe» и «Megalomania»; рифф второй из них иногда рассматривается как один из ранних примеров трэш-метала. Альбом поднялся до № 7 в UK Albums Chart и до № 28 в Billboard Top LPs & Tape.

## Турне и гастроли
Black Sabbath вышли на гастроли в поддержку альбома (с Kiss в качестве разогревщиков), но вынуждены были отменить оставшиеся концерты в ноябре 1975 года после того, как Оззи попал в мотоциклетную аварию и повредил спину.

## Список композиций
1. Hole in the Sky — 3:59
2. Don’t Start (Too Late) — 0:49
3. Symptom of the Universe — 6:29
4. Megalomania — 9:46
5. Thrill of It All — 5:56
6. Supertzar — 3:44
7. Am I Going Insane (Radio) — 4:16
8. The Writ — 8:09

## Композиции альбома
- «Hole in the Sky» выбрана открывающим треком альбома, которая начинается гулом усилителей, установленных на максимальную громкость и криком «Attack!». Крик был шуткой, отпущенной Майком Батчером. «У Sabbath была разогревающая группа, менеджер которой стоял позади них на сцене и кричал: „Attack! Attack!“ — говорит продюсер. — Вот поэтому я и выкрикнул это из-за пульта».
- Песня «Don’t Start (Too Late)» на самом деле является акустическим вступлением к песне «Symptom of the Universe». Своё собственное название она получила из-за того, что во время записи музыканты играли до того, как инженер звукозаписи хотел начать запись и он воскликнул: «Don’t start too late!»[7].
- «Symptom of the Universe» песня, текст которой был написан Гизером Батлером  (по мотивам, как он утверждал, собственного сновидения), представляла собой своеобразный коллаж космогонических аллюзий и научно-фантастической образности, объединённых философским взглядом на «никогда не умирающую любовь» как на «симптом» Вселенной (англ. Symptom of the Universe is love that never dies). Отчасти текст этот выглядел продолжением «National Acrobat» (из альбома Sabbath Bloody Sabbath), во второй части которой была развернута более детальная панорама Вселенной, которая рождается и умирает в себе самой. По мнению рецензента AllMusic Б. Торреано «Symptom of the Universe» — настоящий «гвоздь» пластинки: в песне, базовый рифф которой «на пять-шесть лет предвосхитил появление трэша», был создан «…уровень энергетики, редко наблюдавшийся за пределами панк-сцены»[8]. Далее Б. Торреано добавляет, что Оззи Осборн примерно в это время только «и начал по-настоящему осознавать, какой харизмой обладает»: это позволяло ему смело браться за исполнение «любого, даже малопонятного и запутанного текста». Рецензент называет «Symptom of the Universe» последней великой метал-вещью, созданной группой с Осборном у микрофона[8]. Композиция заканчивалась фанковой кодой, получившейся из джема, который группа устроила во время записи трека, с впоследствии наложенной акустической гитарой.
- Теология также лежит в основе «Megalomania», кошмарного образа подстегнутого наркотиками безумия. «Вещь основана на редком героиновом опыте, который я испытал, — говорит Батлер.— Я просидел всю ночь, глядя в зеркало: я был Богом, а мое отражение — Дьяволом. Это была битва двух самых больших эго во вселенной. К сожалению, я не помню, чем все закончилось».
- «Supertzar» представляла собой мрачную призрачную пьесу с участием Английского камерного хора, которую Уорд описывал, как «демоническое пение». В колоколах, на которых играл Уорд, слышались отголоски фильма ужасов 1973 года «Изгоняющий дьявола». Единственной связью с привычной рок-музыкой был медленный гитарный рифф Айомми, исполняемый как марш смерти. У Оззи не было партии в Supertzar. Но, по его словам, то, что он услышал при записи песни, было «шумом, похожим на то, как Бог дирижирует в саундтреке к концу света». Айомми со свойственной ему сдержанностью заметил, что композиция «звучала очень необычно и очень здорово».
- «Am I Going Insane (Radio)» — по сути, поп-песня, написанная Оззи Осборном на синтезаторе Moog, на котором он сыграл в заключительном треке. «Оз с этим Мугом сводил нас с ума, — вспоминает Билл Уорд,— но песня хороша. И, оглядываясь назад, можно сказать, что она была неким предвестником его сольной карьеры. Его индивидуальность проявилась во всей красе в этой вещи». Слово «Radio» в названии — это британский рифмованный сленг: Radio Rental — mental. Текст Оззи был, безусловно, автобиографическим, как говорит Гизер Батлер.
- Автобиографическим получился текст Оззи Осборна для финального трека альбома, в котором он высмеивал мучителя Black Sabbath Патрика Миэна. «You bought and sold me with your lying words» (Ты купил и продал меня своими лживыми словами), — пел Оззи, а затем угрожал своему врагу проклятьем. Песня была озаглавлена «The Writ» (Предписание). Название предложил Майк Батчер после того, как адвокаты Миэна без предупреждения явились в Morgan Studios. «Какой-то парень вошёл и спросил: „Black Sabbath?“ Тони ответил: „Да“. Парень сказал: „У меня есть кое-что для вас“ и передал ему судебное предписание». К угрожающему настроению The Writ добавилось зловещее интро, где смех перемешивался с мучительным криком. Смех принадлежал австралийскому другу Гизера. «Он был совершенно чокнутым, — говорит басист. — Мы пригласили его в студию, когда он гостил в Лондоне». Детский плач был записан на кассету без опознавательных знаков, которую Майк Батчер нашёл на пульте в Morgan. Когда он проиграл её на уменьшенной наполовину скорости, плач ребёнка приобрел жуткий оттенок. «Крик был таким странным, — говорит он, — что идеально подошло к тому треку». Для Оззи в написании и исполнении слов этой песни был терапевтический эффект. «Почти как визит к психотерапевту, — говорит он. — Весь гнев, который я чувствовал к Миэну, вылился наружу». И тем не менее при всем ядовитом сарказме The Writ, в его завершающей строчке был луч надежды: «Everything is gonna work out fine» (В итоге всё будет хорошо). Весной 1975 года, через месяц после завершения записи в Лондоне, Майк Батчер вылетел в Нью-Йорк, чтобы контролировать процесс сведения и мастеринга Sabotage. Именно здесь продюсер добавил в конец The Writ отрывок длиной в 31 секунду, который он записал без ведома группы. «Микрофоны по всей студии были включены, — объясняет Батчер. — Поэтому однажды, когда Оззи и Билл валяли дурака на пианино, я нажал кнопку записи».

## Итоги записи
И к концу 1975 года Black Sabbath осознали, чего стоило группе судебное разбирательство с Патриком Миэном. «Нам пришлось откупиться от него, чтобы расторгнуть наш контракт, — говорит Батлер. — Услуги адвокатов обошлись в тысячи долларов. А затем мы получили огромный налог. Налоговое управление относилось к нам безо всякого сочувствия. Они осуждали нас за нашу наивность. Большая часть наших денег ушла на адвокатов и налоги». Избавившись от Миэна, участники Black Sabbath наняли Марка Фостера вести их повседневные дела. Но после Sabotage они уже так и не стали прежними. Хаос, который окружал группу во время создания этого альбома, оказал на них сильное воздействие. «Это изменило нас, — говорит Уорд. — Я не сомневаюсь в этом». Без менеджера, который был бы посредником между ними, участники группы — уставшие, выдохшиеся, одурманенные наркотиками и финансово опустошенные — начали постепенно отдаляться друг от друга. Группа, по словам Батлера, распадалась.

## Интересные факты
- На некоторых виниловых версиях (и на всех ремастерингах) присутствует скрытый трек «Blow on a Jug» (0:26) после «The Writ», записанный очень тихо: это Осборн и Уорд, «дурачащиеся в студии»[3].
- Песня «Don’t Start (Too Late)» на самом деле является акустическим вступлением к песне «Symptom of the Universe». Своё собственное название она получила из за того, что во время записи музыканты играли до того, как инженер звукозаписи хотел начать запись и он воскликнул: «Don’t start too late!»[7].
- Песня «Hole in the Sky» дважды попала в список лучших каверов по версии журнала Metal Hammer: на первое место в исполнении группы Pantera и на 16-е в исполнении Machine Head. На 18 месте в том же списке находится песня «Symptom of the Universe» в исполнении Sepultura[9].
- Для записи песни «Thrill of It All» потребовалось множество дублей. Когда окончательный вариант был записан, один из техников делал измерительные фонограммы и записал их на мастер-запись песни. Группе пришлось её перезаписывать. Из-за этого на диске присутствует надпись: «Инженер записи и саботажник — Дэвид Харрис» (анг.: David Harris — tape operator and saboteur)[10].

## Участники записи
- Тони Айомми — гитара
- Оззи Осборн — вокал
- Гизер Батлер — бас-гитара
- Билл Уорд — ударные, пианино на «Blow on a Jug»
- Джеральд Вудрофф — клавишные
- Уилл Мэлоун — аранжировки (партии камерного хора)
- Майк Батчер — сопродюсер / инженер
- Робин Блэк — инженер
- Девид Харрис — звукооператор